# Museo Bagatti Valsecchi
Il Museo Bagatti Valsecchi è una dimora storica ubicata in via Gesù, nel centro di Milano. Il "Palazzo Bagatti Valsecchi", che ospita il museo, fu acquistato dalla Regione Lombardia nel 1975 ed è fra le più importanti e meglio conservate case museo d'Europa. Da ottobre 2008 è parte del circuito "Case Museo di Milano".

## Storia

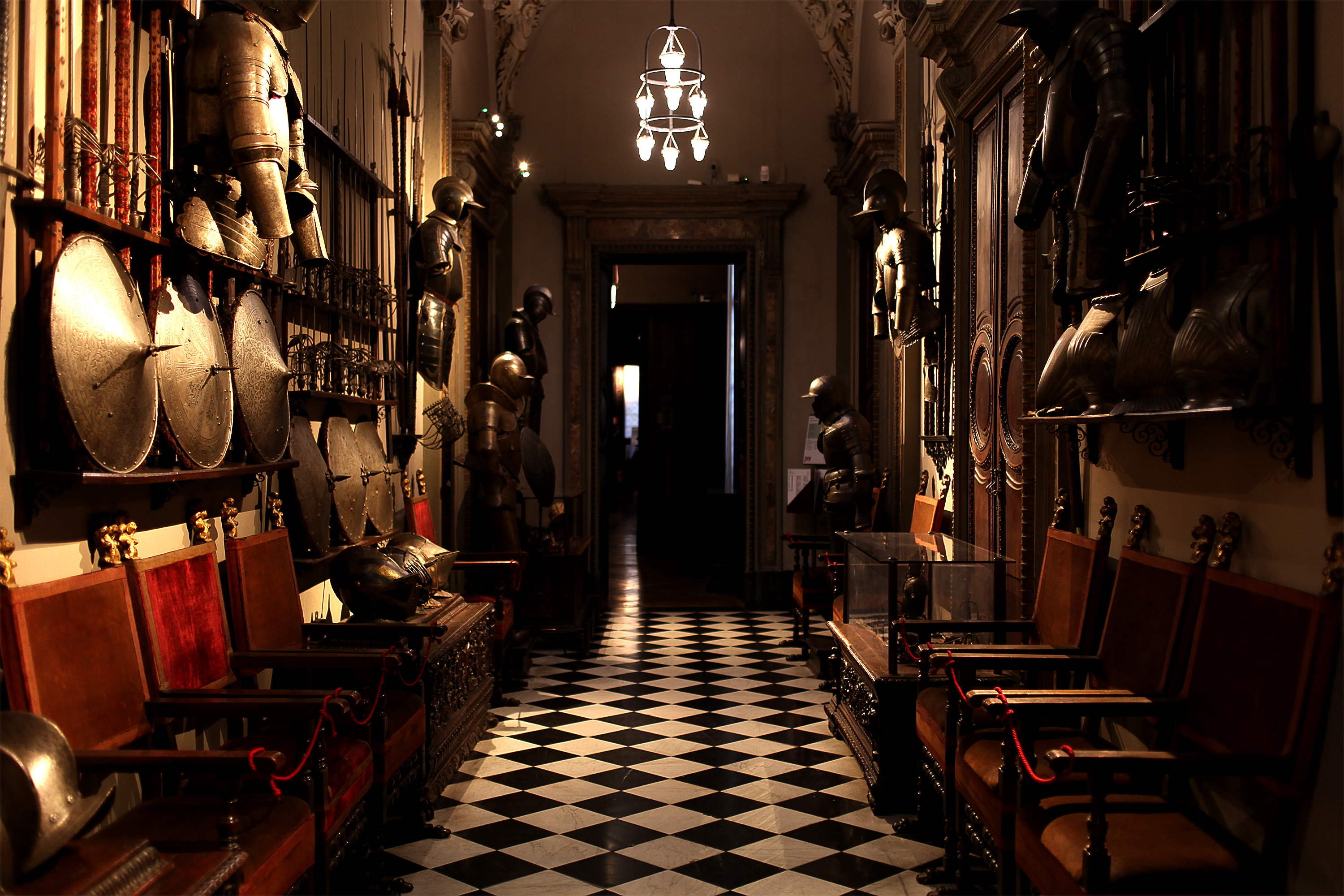
La Galleria delle Armi

Fausto e Giuseppe Bagatti Valsecchi, di Varedo, concepirono insieme il progetto di costruire una dimora in cui abitare ispirata ai palazzi signorili del Quattro e Cinquecento lombardo e di arredarla con oggetti d'arte rinascimentale. A questo scopo i due fratelli decisero di ampliare il palazzo milanese di famiglia (attuale sede del Museo) alla fine dell'Ottocento.
L'unicità del progetto dei fratelli Bagatti Valsecchi stava nel voler creare un insieme (in architettura definibile col termine tedesco Gesamtwerk) assolutamente armonico, in cui l'edificio, le decorazioni fisse e i preziosi oggetti d'arte collezionati con passione contribuissero in uguale misura alla fedeltà dell'ambientazione rinascimentale tuttora imprescindibile dalle collezioni (tra cui, per esempio, opere di Giovanni Bellini, Gentile Bellini, Giampietrino e Lorenzo di Niccolò).
La cultura ottocentesca che si riflette nella casa di Fausto e Giuseppe Bagatti Valsecchi era impegnata a ricercare nel passato l'ispirazione per le proprie manifestazioni artistiche. I due fratelli però, discostandosi dalla strada più battuta, non combinarono spunti attinti da epoche differenti. Piuttosto che verso l'eclettismo, indirizzarono le loro preferenze a suggestioni e oggetti del Rinascimento (v. Neorinascimento), in linea del resto con il programma culturale varato dalla giovane monarchia sabauda all'indomani dell'Unità d'Italia.

## Descrizione

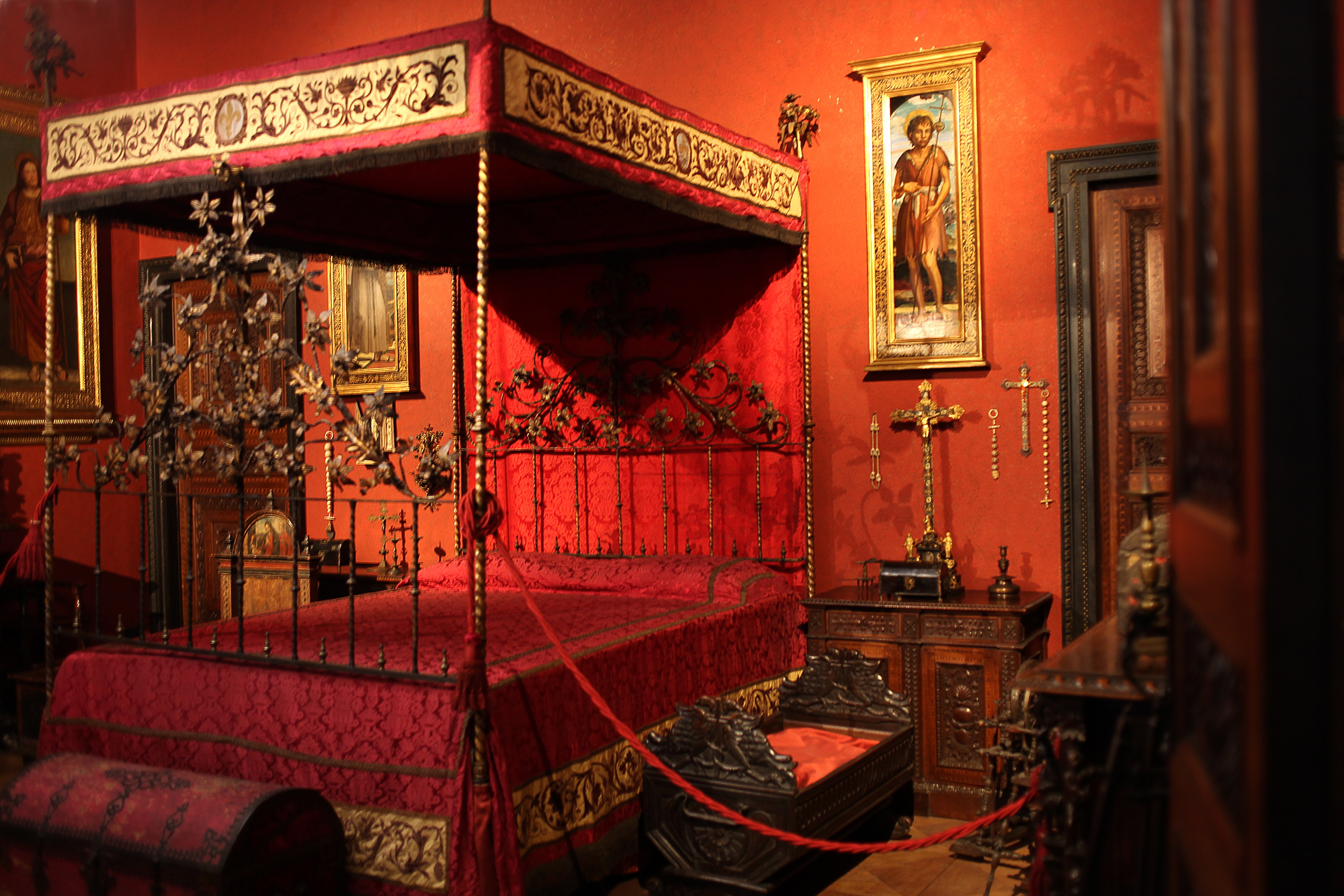
La Camera Rossa

Il Museo Bagatti Valsecchi, aperto al pubblico dal 1994, è una casa-museo fra le più importanti e meglio conservate d'Europa. A reggerla è una fondazione privata, voluta dagli eredi Bagatti Valsecchi nel 1974 per esporre al pubblico le collezioni d'arte rinascimentale e gli oggetti d'arredo rinascimentale e neorinascimentale raccolti negli ultimi decenni del XIX secolo dai fratelli Fausto e Giuseppe per arricchire la propria casa.
Il Museo Bagatti Valsecchi è gestito dalla Fondazione Bagatti Valsecchi - ONLUS, ente di diritto privato di cui, dal 15 febbraio 2021, riveste la carica di Presidente Camilla Bagatti Valsecchi. Pier Fausto Bagatti Valsecchi ha guidato l'omonima fondazione per 26 anni e ne è oggi Presidente Onorario. Negli anni il Consiglio di Amministrazione ha incluso anche Vittorio Sgarbi, in rappresentanza della Regione Lombardia.